# Камнишко-савињске Алпе
Камнишко-савињске Алпе су планински масив у Словенији, други по висини. Највиши врх је Гринтовец (2558 м).
Дио су Јужних кречњачких Алпи, а масив је добио име по градићу Камнику и ријеци Савињи.

## Географија

### Положај
Камнишко-савињске Алпе се налазе на сјеверу Словеније, на граници покрајина Горењске, Штајерске и Корушке, те Љубљанске котлине и града Љубљане. Масив се налази уз границу са Аустријом.

### Површина
Површина масива је око 900 километара квадратних на подручју Словеније. Око ¾ површине је под шумом, подручја изнад шумске границе, као и врхови, су голети и каменити.

### Рељеф
Долина рјечице Камнишке Бистрице дијели масив на два дијела. Најзначајнија и најупечатљивија карактеристика овог масива је Камнишко седло (1903 м), планински превој (без цесте), а налази се на сјеверу масива.

## Туризам
Камнишко-савињски Алпи су једна од најзначајнијих туристичких тачака Словеније. Са своја два скијалишта, Велика Планина (1667 м) и Крвавец (1971 м), представљају значајан скијашки центар у Словенији.
Долине Камнишка Бистрица и Логарска долина, сматрају се једним од најљепших и најпосјећенијих долина Словеније.
Масив је веома популаран међу планинарима, јер својом величином, уређеношћу и близином градовима, представља један од најзначајнијих планинарских центара Словеније.
У долини Камнишке бистрице налази се камповалиште и излетиште Брсники, као и Ловски дворец.
Велика планина се због панораме, крајолика и историјског пастирског насеља сматра једном од најљепших планина Словеније. Зими се ту налази скијалиште, а љети планина постаје живахно насеље пастира, планинара, локалног становништва и туриста.
Пастирске куће, локалног назива бајта су позната туристичка атракција ове планине, али и привредни објекти за пастире. Једина те врсте, очувана са традиционалним овалним обликом је позната као Прескарјева бајта и у њој се налази музеј. Познат је и традиционални тврди сир, трнич, украшен помоћу дрвене дашчице са урезаним украсима, такође, туристи могу такође пробати локално кисело млијеко.